# Abadkənd
Abadkənd è un comune dell'Azerbaigian situato nel distretto di Salyan. Conta una popolazione di 2 680 abitanti.